# Kaplické Chalupy
Kaplické Chalupy (německy Kapellner Waldhäuser) byly osadou obce Přední Výtoň v okrese Český Krumlov v Jihočeském kraji. Okolo bývalých Kaplických Chalup vede silnice III/16317 a je zde ve styku s Rakouskem silniční hraniční přechod Přední Výtoň – Guglwald.

## Historie
V letech 1869 až 1910 byly vedeny pod názvem Kapellner Waldhäuser jako osada obce Hejrov, což byl dřívější název Přední Výtoně. Za první republiky byly osadou obce Přední Výtoň. V roce 1930 zde stálo 8 domů a žilo zde 79 obyvatel. Byl zde celní úřad. Ve dnech 24. a 25. září 1938 byl zdejší celní úřad přepaden příslušníky freikorpsu  V letech 1938 až 1945 byla celá obec Přední Výtoň, včetně Kaplických Chalup, v důsledku uzavření Mnichovské dohody přičleněna k nacistickému Německu a Kaplické Chalupy po roce 1945 zanikly.